# Euphyia deangulata
Euphyia deangulata är en fjärilsart som beskrevs av Gistadius 1929. Euphyia deangulata ingår i släktet Euphyia och familjen mätare. Inga underarter finns listade i Catalogue of Life.